# Companhia das Naus
A Companhia das Naus foi uma associação mutualista portuguesa. A sua instituição constituiu uma importante medida que se revelaria precursora da expansão ultramarina portuguesa.

## História
Foi instituída por Fernando I de Portugal em 1380 .
Funcionava como uma espécie de companhia de seguros, proporcionando aos proprietários de navios uma certa segurança em caso de sinistro e fomentando, assim, o desenvolvimento da marinha portuguesa.
Todos os navios de peso superior a cinquenta tonéis tinham que ser registados, pagando uma percentagem dos lucros de cada carga fretada para uma caixa comum. Estes fundos serviam não só para cobrir os prejuízos das embarcações que se afundassem ou sofressem qualquer tipo de avarias, mas também para financiar a construção de novas embarcações.
O soberano nomeou Lopo Martins e Gonçalo Peres Canellas para executores da Companhia e forneceu-lhes um escrivão que tinha como dever registar as receitas e despesas. Os fundos comuns eram conservados numa arca de três trancas (uma chave para cada executor e outra para o escrivão). Os executores eram remunerados em cinquenta libras anuais e o escrivão em trinta, dos fundos comuns da Companhia.
| “ | Trabalharam muitos em fazerem naus, e outros de as compararem por razão de tais privilégios (...) e querendo prover com algum remédio de cada vez ser mais acrescentado o conto de tais navios e os desvairados desastres do mar não deitarem em perdição aqueles que suas naus de tal guisa perdessem: ordenou com conselho de uma companhia pela qual se remediasse todo contrário para que seus donos não caíssem em áspera pobreza, publicando a todos que fosse por esta guisa. Mandou que se escrevessem por homens idóneos e pertencentes todos os navios tilhados [com coberta] que em seu reino houvesse acima de cinquenta tonéis, assim os que então havia, como outros que depois houvesse. (...) E de tudo quanto esses navios ganhassem de idas e vindas, assim de fretes como de quaisquer outras causas, pagassem para a bolsa dessa companhia duas coroas por cento, e que fossem duas bolsas, uma em Lisboa e outra no Porto (...) para do dinheiro delas se comprarem outros navios em lugar daqueles que se perdessem (...) e quando acontecesse que algum ou alguns navios perecessem por tormenta ou por outro desastre e isto em portos, ou seguindo suas viagens ou sendo tomados por inimigos, indo ou vindo em auto de mercadoria, que esta perda dos ditos navios que assim perecessem se repartisse por todos os senhores dos outros navios. | ” |